# Rigoberto López Rivera
Rigoberto López Rivera (Tampico, 1920 - Colima, 4 de abril de 1995) fue un escritor, poeta y químico mexicano.

## Biografía
Nació en Tampico (Tamaulipas).
Estudió Ingeniería Química Metalúrgica en la Universidad Autónoma de San Luis Potosí, misma de donde egresó. Luego de terminar su licenciatura fue químico de la empresa Altos Hornos de México, en Monclova, Coahuila así como Teniente Químico en la Fábrica de Pólvora y Explosivos de Santa Fe, en el Estado de México. A finales de los años cuarenta llegó al estado de Colima, donde fijó su residencia luego de ser nombrado Coordinador de los Laboratorios de Química, Física y Biología y maestro de las materias de química y física en la Universidad de Colima. Fue maestro en escuelas secundarias, trabajando de igual forma en el Instituto Federal de Capacitación del Magisterio y en la Escuela de Ciencias de la Educación. Fue fundador y director del Bachillerato nocturno del municipio de Colima. De 1969 a 1971 fue Secretario General de la Sección 39 del SNTE e integrante activo de la Asociación Colimense de Periodistas y Escritores. Respecto a las actividades culturales que desempeñó López Rivera, apoyó la construcción del Jardín del Arte “Juan de Arrué”, fue miembro fundador de la Academia Mexicana de la Cultura del Sindicato Nacional de Trabajadores de la Educación y uno de los fundadores del Teatro “Andrés de Anda”. López Rivera fue uno de los iniciadores de los grupos treatales universitarios en el estado de Colima, siendo  director de la obra “Las cosas simples”. Fue director de muchas revistas a lo largo de su vida, “La luciérnaga” de la Asociación Colimense de Periodistas y Escritores; “Timonel” y “Letras universitarias” de la Universidad de Colima; “Antorcha” de la Sección 39 del SNTE y editor de “La Uva Literaria”.
Escribió la sección “Ecos literarios” en el periódico “Ecos de la Costa”. Entre 1961 y 1970 López Rivera obtuvo siete primeros lugares de poesía en Colima y tres en los concursos de la canción colimense con sus canciones “Colima la Novia Mía”, “Rosa de mi querer” y “Cuando vuelvas”. En un concurso convocado por el gobierno del estado de Guerrero en Iguala, obtuvo el tercer lugar nacional en poesía y el primer lugar en Champotón, Campeche con su obra “Tu nombre de mujer se escribe con azúcar”.  En San Luis Potosí logró el primer lugar nacional en poesía con Los niños mueren envueltos en noticias y con su soneto Hermano, debes oirme el segundo lugar por la Agrupación Nacional de Periodistas y Editores. Con su libro de cuentos Si así fuera el tiempo logró el primer lugar nacional en Ciudad del Carmen, Campeche. En 1990 recibió la condecoración Lic. Balbino Dávalos de manos del Congreso de Colima. El Bachillerato Técnico Número 3 perteneciente a la Universidad de Colima lleva en honor su nombre. Su hermano Enrique López Rivera fue también escritor. Murió el 4 de abril de 1995.

## Monólogos
- Al final de mi camino

## Obras y ensayos
- El prestigio de un pobre
- Antología poética Colimense
- Las Horas Breves
- Cuentos y renglones diversos
- El ayer que vivimos
- Si así fuera el tiempo
- Tu nombre de mujer se escribe con azúcar

## Poesía
- Los niños mueren envueltos en noticias

- Datos: Q6108877